# Вместе в пути
Вместе в пути (нидерл. Samen op Weg) — название процесса, начавшегося в 1961 году, когда Голландская реформатская церковь, Реформатские церкви в Нидерландах и Евангелическо-лютеранская церковь решили объединиться. 1 мая 2004 года этот процесс завершился созданием Протестантской церкви Нидерландов (GKN).

## История

Происхождение различных движений в Нидерландах

История возникновения церквей в Нидерландах

### Группа восемнадцати
В праздник Пятидесятницы 1961 года восемнадцать служителей Реформатской и Гереформированной церквей призвали своих прихожан к единству. В группу вошли девять протестантских и девять реформатских служителей, известные как «Группа восемнадцати». Их обращение к верующим содержало следующие идеи:
«Движимые ожиданием Царства Божьего и миссией церкви в мире, они совместно убеждены в том, что необходимо стремиться к единству».
Тысячи верующих выразили свою поддержку после публикации обращения. Группа «восемнадцать» организовала несколько мероприятий: выпустила три брошюры для бесед (в 1961, 1962 и 1965 годах), провела национальный конгресс 26 мая 1962 года на Ярмарке в Утрехте — в нём участвовали более четырёх тысяч человек. В 1964 году они также организовали региональные встречи.

### Первые официальные попытки сближения
После первых шагов «Группы восемнадцати» движение оказалось под угрозой затухания. Но инициативу подхватили Совет реформатской молодёжи и Голландский совет реформатской молодёжи. Они организовали дискуссии почти в сорока муниципалитетах. На основе этих обсуждений был создан меморандум «Samen op Weg» («Вместе в пути»). Документ предлагал объединение церквей в течение десяти лет. По их настоянию два синода в 1969 году самостоятельно взялись за решение вопроса воссоединения.
В 1973 году прошел первый объединённый синод Голландской реформатской церкви и Реформатской церкви Нидерландов. Создали Совет депутатов «Вместе в пути» с рабочими группами, которые разрабатывали различные компоненты. Для объединённых муниципалитетов ввели временный порядок, называемый промежуточным. В 1976 году он действовал для тридцати местных церквей, преимущественно на юге страны.
В 1983 году впервые встретились представители Реформатского провинциального церковного совета и Реформатского частного синода. Обсуждали вопросы, касающиеся округа Северный Брабант — Лимбург. А в 1986 году синоды Реформатской и Гереформаторской церквей, спустя ровно сто лет после Долеантского собора 1886 года, объявили о воссоединении.

### Развитие событий в различных участвующих группах

#### Голландская реформатская церковь

##### Реформатская Федерация
Реформатская федерация с самого начала была против слияния. Они опасались либерализма, который царил в Реформатских церквях Нидерландов. Когда они присоединились к лютеранскому процессу, тоже заметили либерализм с этой стороны. В 1992 году 1600 должностных лиц федеральных церквей высказались против проекта церковного указа. Год спустя на первом чтении церковного постановления девятнадцать из 75 членов реформатского синода проголосовали против. Реформаты и лютеране в итоге единогласно поддержали это решение. В мае 1996 года пятнадцать реформатских служителей создали Комитет по сохранению голландской реформатской церкви. Несколько месяцев спустя Лига заявила о намерении продолжить «борьбу за истину» в новой церкви. В итоге, в 2004 году во время слияния более пятидесяти тысяч членов церкви покинули новообразованную церковь и создали Восстановленную реформатскую церковь. Ян ван дер Грааф, секретарь Реформаторской федерации, называл их «диверсантами» и «кочегарами».

##### Ассоциация либеральных реформатских церквей
Ассоциация либеральных реформатских церквей одобрила слияние. Они не опасались за свое положение, потому что внутри GKN усилился либерализм. Изначально считалось, что главным препятствием для объединения Реформатской и Кальвинистской церквей станет позиция либералов в Реформатской церкви. Но все оказалось иначе. У реформаторов тоже был свой либерализм: их предшественниками были Кёйтерт, Вирсинга и Ден Хейер. Они ощущали связь с Евангелическо-лютеранской церковью и активно выступали за равноправие женщин на государственной службе. Также они поддерживали возможность благословения однополых пар и диалог с представителями других религий.
Не все либералы Реформатской церкви поддерживали объединение. Группа под названием «Цвинглибонд», названная по журналу «Zwingli», основанному в 1948 году, была против слияния с Реформатскими церквями Нидерландов. Они предпочли бы объединиться с Братством Ремонстрантов или Голландской протестантской лигой. После слияния в 2004 году большинство членов «Цвинглибонда» присоединились к либеральному сообществу NPB.

##### Конфессиональная Ассоциация
Мнения членов Конфессиональной ассоциации (CV) по поводу процесса Samen-Op-Weg разделились, но большинство все же поддерживало его. В 1993 году ассоциация предложила создать отдельные реформатские классы, но это предложение было отклонено из-за угрозы единству. Также обсуждался вопрос объединения церквей или создания федерации. В 2002 году председатель ассоциации выразил мнение, что процесс мог бы идти быстрее, чтобы не терять сомневающихся членов. На синоде SoW в 2003 году руководство ассоциации обвинили в недостатке поддержки своих сторонников, что, как считается, замедлило процесс слияния. Председатель CV Ден Брейен ответил, что лидерство не является задачей ассоциации. Основной совет не хотел бы «направлять» своих членов, предпочитая, чтобы они сами принимали решения.

#### Реформатские церкви Нидерландов
Сопротивление внутри Реформатских церквей Нидерландов было направлено на сохранение независимости местных общин. В этих общинах здание церкви и другая собственность принадлежали им, что позволяло выйти из церкви, сохранив имущество. В Протестантской церкви Нидерландов такой возможности нет. В 2003 году Конфессиональный реформатский совет (CGB) призвал Реформатский синод отказаться от объединения. Синод частично удовлетворил их просьбу, дав Реформатским церквям право выйти из объединения без потери имущества в течение десяти лет после слияния. Семь общин с тремя тысячами членов отделились и стали Продолженными Реформатскими церквями Нидерландов. Одна община присоединилась к Голландским реформатским церквям. В Урке 1300 человек перешли в Христианские реформатские церкви.

#### Евангелическо-лютеранская церковь
С 1986 года Евангелическо-лютеранская церковь наблюдала за процессом объединения. В 1990 году она полностью в него включилась. С этого момента три синода работали вместе. Их решения должны были одобряться всеми участниками. Однако Ассоциация по поддержанию Евангелическо-лютеранской церкви выступала против объединения. К 2001 году инициатива потеряла популярность из-за низкой активности членов. Лютеране были недовольны медленным ходом слияния и даже рассматривали выход из него. Они также боялись, что у церкви не хватит ресурсов для продолжения участия. В итоге три четверти членов Лютеранского синода проголосовали за объединение.
Многие верующие из ортодоксальных церквей двух других стран-партнеров столкнулись с проблемами после присоединения Евангелическо-лютеранской церкви к слиянию. В частности, у них возникли разногласия из-за благословения однополых отношений в местных общинах. Синод Евангелическо-лютеранской церкви изначально воздержался от официального одобрения этого решения в 1995 году, чтобы не задеть чувства двух других партнеров по слиянию. Однако после протестов, особенно со стороны лютеранской общины Амстердама, синод все же согласился.

#### Братство ремонстрантов
С 1988 по 1993 годы Братство ремонстрантов выступало в роли наблюдателя за процессом слияния. В 1993 году оно решило покинуть эту позицию. Причиной стало содержание проекта церковного устава, который они сочли слишком традиционным. В нём уделялось чрезмерное внимание классическим исповедальным текстам, что противоречило их взглядам. Также в уставе не было места для благословения однополых отношений, а отношение к Израилю выглядело слишком христианским, что не соответствовало их принципам. Многие из этих положений, включая признание однополых браков, в конечном итоге были приняты, во многом благодаря усилиям лютеранских церквей.

### Молукканская евангелическая церковь
Молукканская евангелическая церковь была приглашенным членом Совета депутатов. Она не участвовала в процессе Samen-op-Weg, но хотела извлечь из него уроки для молуккских церквей. Молукканская евангелическая церковь состояла в Совете с 1995 по 2001 год, когда Совет депутатов был распущен.

## Выбор названия
Проблемы возникли и с названием новой церкви. В октябре 1993 года было выбрано название «Объединенная протестантская церковь». Трио-синод утвердил название 123 голосами «за» и 41 «против». Другие предложения, такие как «Евангелическая церковь в Нидерландах», «Объединенная реформатская церковь в Нидерландах» и просто «Объединенная реформатская церковь», не прошли. Пять лет спустя Реформатский синод отклонил это название, потому что в нем не было слова «реформированный». Вместо этого была выбрана «Объединенная церковь Реформации в Нидерландах». Трио-синод с этим не согласился. Некоторые предлагали сохранить название Samen op Weg.
Название новой церкви стало известно только в 2002 году — «Протестантская церковь Нидерландов». Это предложение впервые прозвучало еще в 1968 году.

## Слияние на национальном уровне

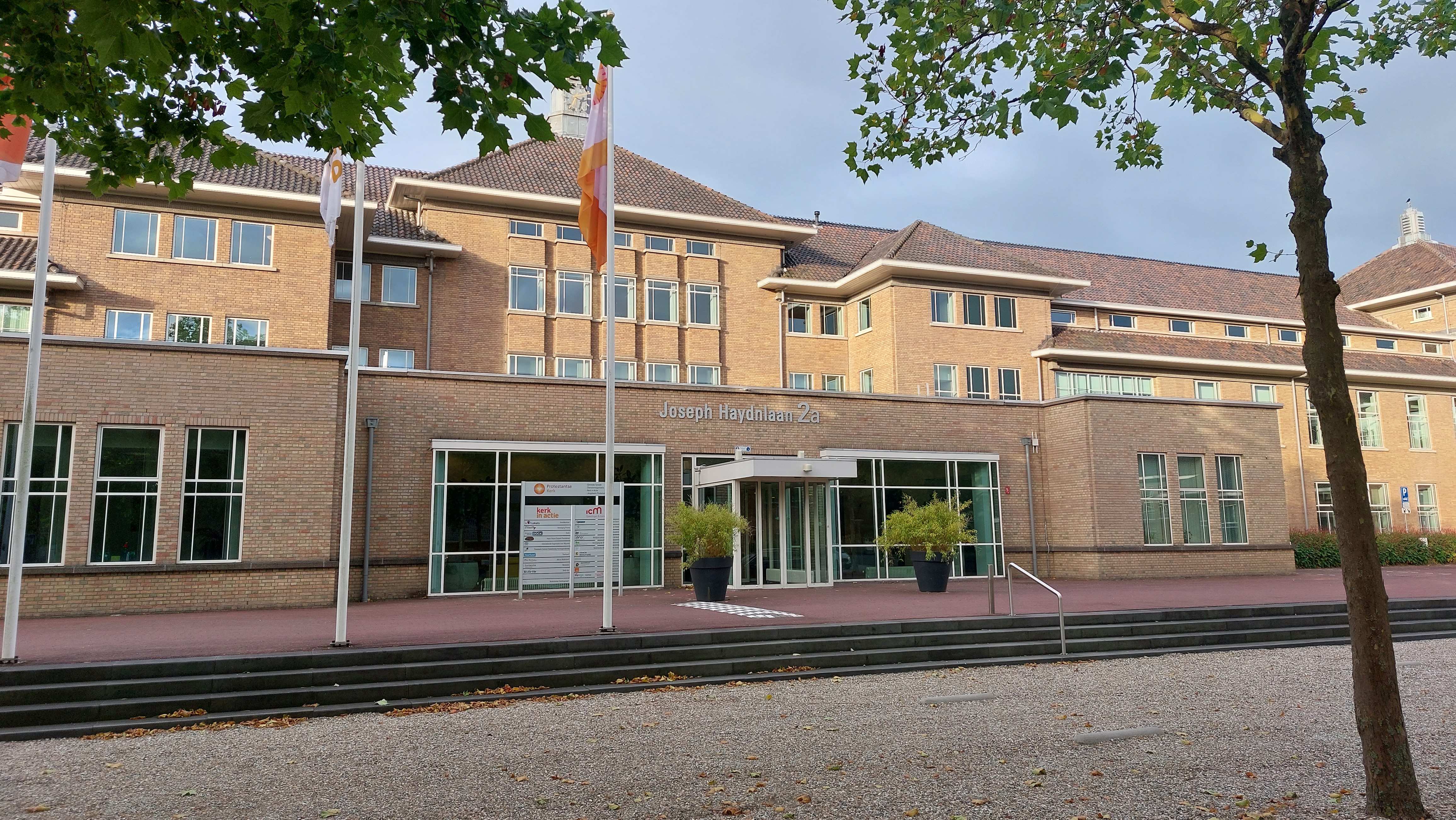
SOW Churches Центр обслуживания

### Национальный сервисный центр
В 1996 году приняли решение создать Национальный сервисный центр (НРЦ) в Утрехте. Церковные офисы трёх объединённых церквей находились в Вурдене, Лесдене, Дрибергене, Угстгесте и Лейдсендаме. Рассматривалось несколько вариантов, но в итоге выбрали здания бывшего военного госпиталя в районе Оог в Эль-Аль. В декабре 1999 года королева Беатрикс торжественно открыла офис.
Переезд в новое здание оказался дороже, чем планировалось. Расходы на реновацию составили 16 миллионов евро. Ожидаемая экономия от сокращения дублирующих функций не оправдалась. В 2001 году выяснилось, что дефицит бюджета церкви достиг 3 миллионов евро. Пришлось сократить 150 рабочих мест, в основном в Молодёжном реабилитационном центре (МРС).
После кредитного кризиса 2008—2010 годов здание начали сдавать в аренду аффилированным организациям и внешним компаниям. Это позволило избежать дальнейшего операционного дефицита. С тех пор его переименовали в бизнес-центр, но он по-прежнему принадлежит организации, которая впоследствии вошла в состав Протестантской церкви Нидерландов.

### Региональные сервисные центры
В результате слияния были созданы девять Региональных сервисных центров (РЦЦ). Для этого объединили провинциальные церковные управления Голландской реформатской церкви и частные синоды реформатских церквей. При выборе количества региональных отделений учитывалось, что сервисные центры должны быть как можно ближе к местным муниципалитетам. Поэтому решили создать девять таких центров. В сентябре 1999 года открыл свои двери первый региональный офис в Хейно. Позже последовали Арнем, Бунник, Капелле-ан-ден-Эйссел, Эйндховен, Гус, Харен, Леуварден и Зандам. В каждом Региональном сервисном центре работало в среднем 15 человек, большинство из них были муниципальными консультантами.
Создание и оснащение центров потребовали значительных финансовых вложений. Первые сокращения произошли в 2001 году, как рекомендовало Экспертное совещание Ван Дейка. Региональные центры в основном избежали этих изменений. Однако в 2005 году было решено ликвидировать всю систему региональных отделений.

### Работа с молодежью
В 1997 году четыре молодёжные организации объединённых церквей объединились. Это Реформатский центр общественного развития/Молодежи и молодых людей, Национальный центр работы с реформатской молодежью (с 41 400 членами), Национальный совет реформатской молодежи (с 34 400 членами) и Лютеранский совет молодежи (с 500 участниками). Новая организация получила название «Молодежная работа протестантской церкви». Позже из нее возникла JOP. В то же время Ассоциация реформированной молодежи (HGJB), которая насчитывала 28 000 участников, не стала участвовать в слиянии. Это произошло из-за опасений потерять свою «идентичность», а также контроль над политикой и персоналом.

### Образование
Церкви SoW решили сохранить теологические факультеты в Утрехте, Лейдене и Кампене как школы для подготовки служителей. Это привело к разрыву связей между Свободным университетом и Реформатскими церквями Нидерландов. Университет Гронингена также утратил статус учебного заведения для подготовки государственных служащих. Евангелическо-лютеранская церковь перенесла свой учебный институт из Амстердама в Утрехт.

## Слияние на местном уровне
На местном уровне взаимодействие было порой более сложным. Сначала сотрудничество развивалось в районах с небольшим числом протестантов, таких как юг Нидерландов и новые жилые зоны рядом с крупными городами. Экономические интересы часто становились движущей силой экуменизма или играли в нём роль. Там, где церкви имели сильное влияние, потребность в сотрудничестве ощущалась меньше, и взаимодействие оставалось ограниченным.